# 重無期刑
重無期刑（じゅうむきけい）とは、日本において導入が議論されている刑罰であり、無期刑のうち、刑期途中での仮釈放の可能性を認めないものをいう。すなわち、受刑者は社会復帰の可能性は与えられず、死亡するまで刑事施設に拘禁し続けられる。絶対的無期刑ないし絶対的終身刑とも呼ばれるが、単に終身刑と呼ばれることもある。

## 現行制度における無期刑との区別
無期刑とは、刑期に「期」限が「無」いことを意味し、これは刑期を定めない、あるいは刑期の上限を定めないという絶対的不定期刑を意味するわけではなく、刑期の終わりが無い、つまり刑期が一生涯にわたるものを意味する。英語では「Life（一生涯の） imprisonment（拘禁）」との語が充てられている。
しかし、「一生涯にわたって拘禁する」というのは、あくまでその刑が持つそもそもの性質（名目）であり、刑法に仮釈放や恩赦の規定が存在しなければ実際にも一生涯拘禁されるが、仮釈放の規定があれば実際に一生涯拘禁されるとは限らない。このため、日本の現在の刑法制度における無期刑は必ずしも受刑者を一生涯拘禁するものではない。そこで、この重無期刑は、本当の無期刑を創設しようというものである。
死刑には社会復帰の可能性はないが、現行法制度下における無期刑には社会復帰の可能性があるため、中間刑として社会復帰のない無期懲役の導入すべきとの主張と死刑を廃止した上で導入すべきとの主張の2つがある。これに関連した動向としては、2003年に「死刑廃止を推進する議員連盟」によって、仮釈放のない重無期懲役刑および重無期禁錮刑を導入するとともに、死刑の執行を一定期間停止し、衆参両院に死刑制度調査会を設けることを趣旨とする「重無期刑の創設及び死刑制度調査会の設置等に関する法律案」が発表され、国会提出に向けた準備がなされたが、提出が断念された。しかし、2008年4月には同議連によって、再度「重無期刑の創設および死刑評決全員一致法案」が発表され、同5月には、同議連と死刑存続の立場から重無期刑の創設を目指す者とが共同して超党派の議員連盟「量刑制度を考える会」を立ち上げ、その創設に向けた準備を進めたが、国会議員の多数派の賛成は得られなかった。

## 議論

### メリットとデメリット
重無期刑のメリットとしては、再犯防止を保証できること、刑事施設において生涯罪を償うことが保証されていることがある。デメリットとしては、受刑者が自暴自棄になり人格が崩壊しやすくなるおそれがあること、受刑者が「一生出られない」という理由で開き直り、従順さを失って強圧的になるため処遇困難になることが挙げられている。
重無期刑をめぐっては、前述の効果を重視する立場の者から支持する意見が表明されている一方、死刑廃止派の一部から死刑と同様に人道上問題が大きいという意見が表明されているほか、死刑存置派の一部からも、「人を一生牢獄につなぐ刑は死刑よりも残虐な刑である」といった意見や、刑務所の秩序維持や収容費用といった面から、その現実性を疑問視する意見が表明されている。
受刑者が自暴自棄になり人格が破壊されるという主張について、仮釈放の可能性がある無期刑や30年及びそれに近い有期刑においても起こる可能性があり、重無期刑の場合のみこの点を殊更強調することは必ずしも適切ではないという見方もある。

### 主な意見
刑法28条によれば、無期刑に処せられた者にも、10年以上服役し「改悛の状があるとき」は仮釈放を許可することができることとなっており、2013年末現在、無期刑が確定し刑事施設に拘禁されている者の総数は1843人である。
しかし、これは仮釈放の「可能性」を規定しているにとどまり、制度上将来的な仮釈放が前提として保証されているわけではない。また「改悛の状があるとき」とは、単に反省の弁を述べているといった状態のみを指すわけではなく、法務省令である犯罪をした者及び非行のある少年に対する社会内における処遇に関する規則第28条の基準を満たす状態を指すものとされている。
しかし、無期刑受刑者に対するこのような仮釈放制度について、その運用状況を中心に実際の状況とは異なる誤認が流布され、それらが議論に少なからず影響を与えているのも事実である。
批判的意見
従前においては、十数年で仮釈放を許可された例が少なからず（特に1980年代までは相当数）存在したが、1990年代に入ったころから次第に運用状況に変化が見られた。2003年以降では現在までのところ仮釈放を許可された者は、全員が20年を超える期間刑事施設に在所していた。それに伴い仮釈放を許可された者における在所期間の平均も、1980年代までは15年-18年であったところ、1990年代から20年、23年と次第に伸長していき、2004年以降では25年を超えるものとなっており、2004年が25年10月、2005年が27年2月、2006年が25年1月、2007年が31年10月、2008年が28年7月、2009年が30年2月、2010年が35年3月、2011年が35年2月、2012年が31年8月、2013年が31年2月、2014年が31年4月となっている。さらに、過去においては、1985年の時点では刑事施設在所期間が30年以上の者は7人であったが、2014年12月31日現在では刑事施設在所期間が30年以上となる者は182人、加えて2005年から2014年までの刑事施設内死亡者（いわゆる獄死者）は154人という状況となっている。
しかし、このような変化が最近になるまであまり公にされてこなかったことから、「無期刑に処された者でも、10年や10数年、または20年程度の服役ののちに仮釈放されることが通常である」といった誤認が1990年代から2000年代において広まりを見せ、重無期刑導入論の根拠のひとつとしてセンセーショナルに取り上げられるようにもなっていった。
その他の意見
他方で、重無期刑の導入に反対の者を中心として、近年、無期刑受刑者における仮釈放について困難性を強調しすぎる意見も見受けられる。たとえば、「千数百人の無期刑受刑者が存在するにもかかわらず、近年における仮釈放は年間数人であるから、仮釈放率は0％台であり、ほとんどの受刑者にとって仮釈放は絶望的である」「2005年の刑法改正で、有期刑の上限が20年から30年となったため、無期刑受刑者は仮釈放になるとしても30年以上の服役が必定である」といったものがそれである。
たしかに、2014年末時点において、1842人の無期刑受刑者が刑事施設に在所しており、同年における仮釈放者は6人であったため、これらの数字を使えば仮釈放率が0％台は真実ではあるが、これらの数字を使うことに問題があるとの指摘もある。つまり、近年無期刑の判決自体が増加しているため、その約40％は仮釈放が可能となる10年を経過していない、また、仮釈放の対象になりにくい20年を経過していない者を加えると全体の約75％にあたるため、これらの者を対象に加えるのは計算手法的に問題があるとの指摘である。また、ある受刑者がその年に仮釈放とならなくても、その受刑者が生存する限りにおいて連続的に、仮釈放となる可能性は存し続けるため、単純な計算手法によって算定できる性質のものではないことを留意しなければならない。
また、刑法改正によって有期刑の上限が30年に引き上げられたといえども、前述のように現制度における懲役30年も絶対的な懲役30年ではなく、許可基準に適合すれば、30年の刑期満了以前に釈放することが可能であり、刑法の規定上はその3分の1にあたる10年を経過すれば仮釈放の「可能性がある」ことを留意しなければならない。仮に、重い刑の者は軽い刑の者より早く仮釈放になってはならないという論法を採れば、30年の有期刑は、29年の有期刑より重い刑であるから、29年未満で仮釈放になってはならないということになり、その場合、仮釈放制度そのものの適用が否定されてしまうからである。無期懲役と懲役30年の受刑者において、両者とも仮釈放が相当と認められる状況に至らなければ、前者は本人が死亡するまで、後者は30年刑事施設に収監されることになり、片方が矯正教育の結果仮釈放相当と判断され、もう片方はその状況に至らなければ、片方は相当と判断された時点において仮釈放され、もう片方は刑期が続く限り収監されることになるし、両者とも顕著な矯正教育の成果を早期に示せば、理論的にはともに10年で仮釈放が許可されることもありうるのであり、矯正教育の成果や経緯において場合によっては刑事施設の在所期間が逆転しうることは仮釈放制度の本旨に照らしてやむをえない面もある。
もっとも、有期刑の受刑者については、過去では長期刑の者を中心として、刑期の6-8割あるいはそれ未満で仮釈放を許可された事例も相当数存在していたが、近年においては多くが刑期の8割以上の服役を経て仮釈放を許可されており、このことからも、当該状況の継続を前提とすれば、将来において、無期刑受刑者に対して過去のような仮釈放運用は行い難いという間接的影響は認められるが、それ以上の影響を有期刑の引き上げに根拠づけることは理論的に不十分といえる。

### 展望
結局は、さまざまな論点について、緻密な検証と正確な認識の下で、国民世論や現場の意見にも注意を払いながら、多角的かつ十分な議論を行なった上で、社会的に妥当な刑罰政策を展開していくことが求められる。